# Liste der Kulturgüter in Uebeschi
Die Liste der Kulturgüter in Uebeschi enthält alle Objekte in der Gemeinde Uebeschi im Kanton Bern, die gemäss der Haager Konvention zum Schutz von Kulturgut bei bewaffneten Konflikten, dem Bundesgesetz vom 20. Juni 2014 über den Schutz der Kulturgüter bei bewaffneten Konflikten sowie der Verordnung vom 29. Oktober 2014 über den Schutz der Kulturgüter bei bewaffneten Konflikten unter Schutz stehen.
Es sind weder A-Objekte noch B-Objekte auf dem Gemeindegebiet ausgewiesen, Objekte der Kategorie C fehlen zurzeit (Stand: 27. April 2024). Unter übrige Baudenkmäler sind Objekte zu finden, die im Bauinventar des Kantons Bern als «schützenswert» verzeichnet sind.

## Übrige Baudenkmäler
Hinweis: Als Objekt-Identifikator (ID) wird die Grundstücksnummer verwendet.
| ID  | Foto |                 | Objekt                             | Typ | Standort                      | Beschreibung |
| --- | ---- | --------------- | ---------------------------------- | --- | ----------------------------- | ------------ |
| 17  | BW   | Datei hochladen | Bauernhaus (1773)                  | G   | Hubel 103 607900 / 177060     |              |
| 17  | BW   | Datei hochladen | Speicher (4. Viertel 18. Jh.)      | G   | Hubel 103b 607904 / 177022    |              |
| 36  | BW   | Datei hochladen | Bauernhaus (2. Hälfte 18. Jh.)     | G   | Secki 106 607705 / 177147     |              |
| 36  | BW   | Datei hochladen | Speicher/Stöckli (1774)            | G   | Secki 106a 607731 / 177169    |              |
| 42  | BW   | Datei hochladen | Stöckli mit Stall (frühes 19. Jh.) | G   | Giebel 47 609061 / 175987     |              |
| 43  | BW   | Datei hochladen | Scheune (1884)                     | G   | Gwerdi 5a 609543 / 176689     |              |
| 67  | BW   | Datei hochladen | Bauernhaus (1828)                  | G   | Subel 14 608705 / 177404      |              |
| 147 | BW   | Datei hochladen | Bauernhaus (1810)                  | G   | Neurütti 102 608529 / 176718  |              |
| 151 | BW   | Datei hochladen | Stock (1827)                       | G   | Lischen 75 608590 / 176106    |              |
| 300 | BW   | Datei hochladen | Gasthof (frühes 19. Jh.)           | G   | Weiersbühl 8a 609244 / 176713 |              |
| 356 | BW   | Datei hochladen | Wohnhaus (Mitte 19. Jh.)           | G   | Weiersbühl 8 609273 / 176715  |              |

Hinweis zur Legende: Anstelle der KGS-Nummer wird als Objekt-Identifikator (ID) die Grundstücksnummer verwendet.